# 赤印
《赤印》是中国大陆同人游戏开发小组Hollowings和YAMAYURI制作的Windows平台恋爱冒险游戏，游戏于2012年6月24日发售。故事讲述的是受命于某组织的男主角，被组织派往暗杀女主角的故事。由于情节包含强奸幼女及艾滋病的情节，引起ACG圈子的广泛议论。

## 角色
杜林游戏中年龄为16岁，表面上是因父母工作调动而迁往当地的少年，实际上是为神秘组织SA服务的成员。能使用“咒术”。五岁时因家庭困难被卖给一个叫琳的“女人”手上，后来和琳出逃，并亲眼看着琳因伤重不治而死。
黎曦夜女主角，对外宣称为洪万雷的女儿，主角的谋杀目标。内心封闭的少女，在学校的名声很差。
洪万雷企业家
九方空主角的搭档，SA组织的成员之一
程楠单柏市市长的孙子，二世祖。
琳6岁，神秘少女。

## 设计工作人员
- 剧本：Cexo
- 原画：Niu
- CG：EYER、MULLERLUNAR、二之舞审判长、BLS_S、小卡
- BG制作：Aki、水树碎、栖云
- 脚本引擎：KRKR
- 系统框架：希德船长
- 脚本演出：靄切丸KyTN
- 音乐：张琦、AkanEromi、te.toys、Luna、晏小山
- 影像：龙岚、葉月

## 争议
游戏上市前，因流出的图片有幼女被多人强奸的情节引发争议。尽管在后来的正式版中此图被抹去，却因此刺激了游戏的销售量。
游戏官网在发售早期曾有与另一色情游戏大拔翁的链接，后因争议去除。

## 赤印Plus
Hollowings于2013年11月正式公布了《赤印》的续作《赤印Plus 不存在的圣诞节》的消息，并于2014年2月14日同时发布本作品的实体零售版与免费下载版。本作于2017年12月2日登陆Steam。